# Louis II de Blois-Châtillon
Pour les articles homonymes, voir Louis II.
Louis II († 1372) est un comte de Blois, fils de Louis Ier de Blois-Châtillon et de Jeanne de Beaumont, fille de Jean de Beaumont. Son père est tué l'année de sa naissance, en 1346, lors de la bataille de Crécy. Le comté est ainsi sous la tutelle de sa mère, qui se remarie avec Guillaume Ier de Namur, comte de Namur.
À la suite de la défaite du roi de France Jean le Bon en 1356 à Poitiers, son frère Guy est donné en otage aux Anglais en vertu du traité de Brétigny.
Il meurt célibataire en 1372, et conformément à la convention stipulant que s'il mourait sans enfants, Blois et Avesnes iraient à son frère Jean, alors que Le Nouvion, Chimay, Fumay et Revin reviendraient à son frère Guy II de Blois-Châtillon.

## Sources
- les comtes de Blois-Châtillon